# Tuticanus major
Tuticanus major is een spinnensoort in de taxonomische indeling van de kamspinnen (Ctenidae).
Het dier behoort tot het geslacht Tuticanus. De wetenschappelijke naam van de soort werd voor het eerst geldig gepubliceerd in 1879 door Eugen von Keyserling.